# Villette-sur-Ain
Villette-sur-Ain – miejscowość i gmina we Francji, w regionie Owernia-Rodan-Alpy, w departamencie Ain.

## Demografia
Według danych na styczeń 2012 roku gminę zamieszkiwało 690 osób, a gęstość zaludnienia wynosiła 35,6 osób/km².